# Aerenea annulata
Aerenea annulata là một loài bọ cánh cứng trong họ Cerambycidae.